# Попелюшка 3: Подорож у часі
«Попелюшка 3: Подорож у часі» (англ. Cinderella III: A Twist in Time) — американський анімаційний музичний фентезійний фільм 2007 року, знятий «DisneyToon Studios» та поширений «Buena Vista Home Entertainment». Це третя частина діснеївської трилогії про Попелюшку та продовження мультфільму «Попелюшка 2: Мрії збуваються» (2002). У цій частині, дія якої відбувається через рік після першого фільму, Попелюшка бореться з наслідками заклинання, що повертає час назад, накладеного леді Тремейн, щоб завадити їй вийти заміж за принца.

## Ролі озвучували
| Персонаж  | Оригінал       | Український дубляж   |
| --------- | -------------- | -------------------- |
| Попелюшка | Дженніфер Гейл | Єлизавета Мастаєва   |
| Принц     | К. Д. Барнс    | Валерій Величко      |
| Мачуха    | Сьюзен Блекслі | Валентина Гришокіна  |
| Анастасія | Тресс МакНілл  | Марина Кукліна       |
| Дрізелла  | Руссі Тейлор   | Віталіна Біблів      |
| Фея       | Руссі Тейлор   | Надія Кондратовська  |
| Король    | Андре Стойка   | Василь Мазур         |
| Пруденс   | Голланд Тейлор | Тамара Морозова      |
| Герцог    | Роб Полсен     | Володимир Ніколаєнко |
| Жак       | Роб Полсен     | Євген Сінчуков       |
| Ґас       | Корі Бертон    | Сергій Солопай       |

### Інформація про дубляж
Дубльовано студією «LeDoyen» на замовлення «Disney Character Voices International».
- Режисер дубляжу — Максим Кондратюк
- Музичний редактор — Тетяна Піроженко
- Автор адаптації, перекладач тексту та пісень — Павло Голов
- Звукорежисери — Фелікс Трєскунов та Михайло Угрин
- Звукорежисер перезапису — Михайло Угрин

Ролі також дублювали: Олександр Ярема, Леонід Попадько, В'ячеслав Дудко, Катерина Башкіна, Вікторія Хмельницька та інші.